# Гликсон, Моше Йосеф
Моше Йосеф Гликсон ( 1878, Голинка Гродненской губернии — 1939 ) — журналист, общественный деятель, публицист и переводчик.

## Биография
Получил традиционное еврейское образование в иешивах Гродно и Ломжа. Продолжил образование в университетах Марбурга и Берна. Был учеником известного Г.Когена. В 1907 получил степень доктора философии. В 1908–1914 секретарь одесского комитета «Ховевей Цион». Его первые статьи на иврите были опубликованы в еженедельниках «Ди вельт» и «Ха-Олам».

Будучи студентом вступил в сионистскую организацию. Был делегатом 6-го сионистского конгресса (1903). После Февральской революции 1917 редактировал в Москве ежедневную газету на иврите «Ха-Ам». После Первой мировой войны в 1919 эмигрировал в Эрец-Исраэль. Был главным идеологом молодёжного движения «Ха-ноар Ха-циони» и прогрессивного сионизма. 

В 1923–1938 редактировал ежедневную газету «Ха-Арец». С 1938 входил в состав правления Еврейского университета.

Его имя носят улицы в Тель-Авиве, Нетании и Кирьят-Гате.

## Сочинения
- «Йшим ба-Мада у-ба-сифрут» («Личность в науке и лит-ре»)